# Westerhever
Westerhever (duń. Vesterhever) – gmina w Niemczech, w kraju związkowym Szlezwik-Holsztyn, w powiecie Nordfriesland, wchodzi w skład urzędu Eiderstedt.
W pobliżu znajduje się latarnia morska Westerheversand.